# Haaren

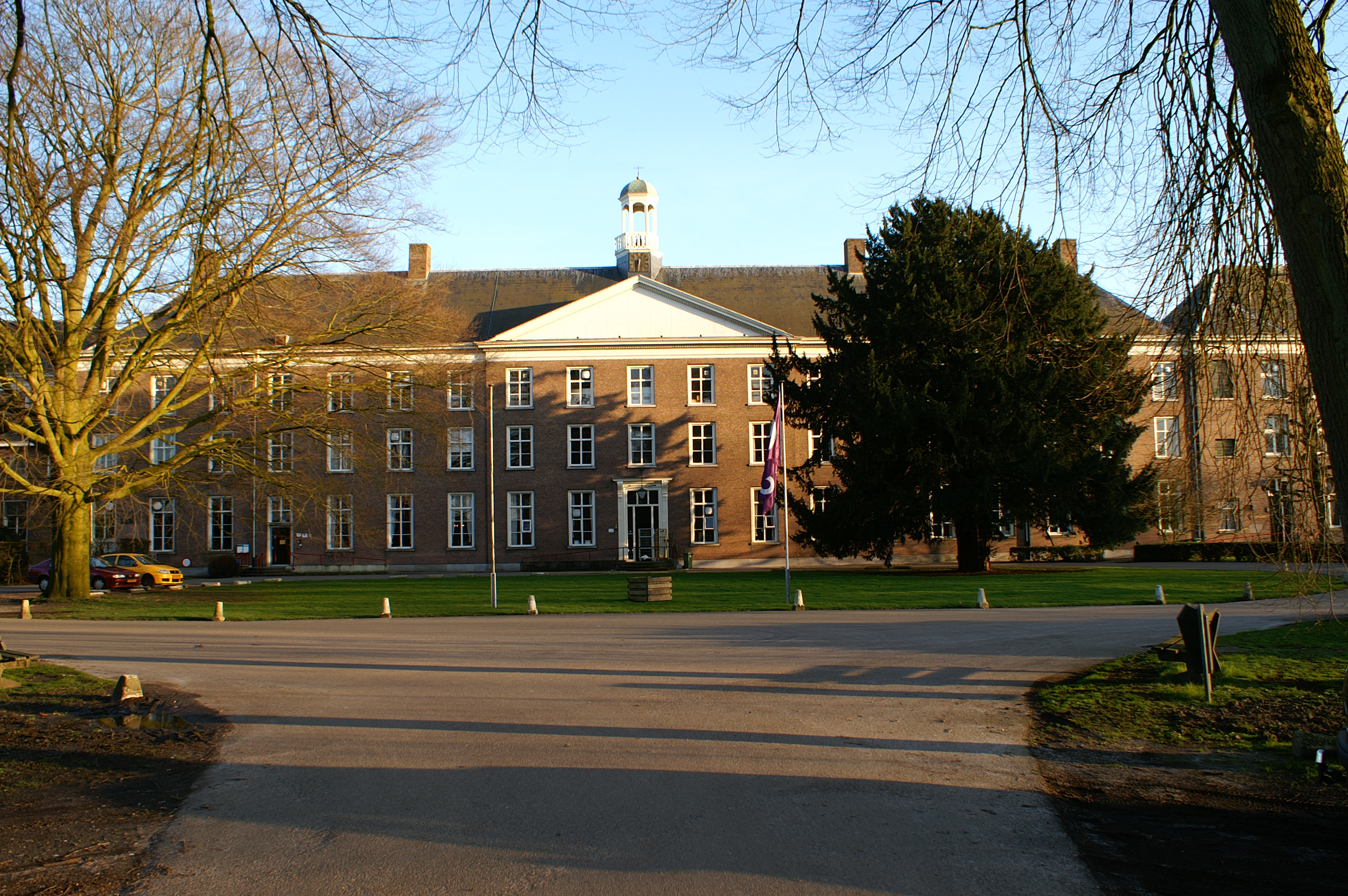
Tidigare teologiskt seminarium i Haaren.

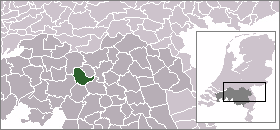
Lägeskarta

Haaren är en kommun i provinsen Noord-Brabant i Nederländerna. Kommunens totala area är 58,53 km² (där 0,86 km² är vatten) och invånarantalet är på 13 625 invånare (1 februari 2012).